# Rhydderch Hael
Rhydderch Hael de Strathclyde (mort vers 600) est un roi de Strathclyde actif vers 570-600.

## Origine
La généalogie du roi Rhydderch surnommé Hael (i.e: le Généreux) ou Hen (i.e: le Vieux) est incluse dans le Manuscrit Harleian MS 3859, Il figure également dans le « Bonedd Gwŷr y Gogledd » (i.e: L'Extraction des Hommes du Nord) et dans le « Bonhed Gwyr y Gogled yn hav ». Ces documents s'accordent pour en faire le fils de son prédécesseur Tutagual c'est-à-dire Tudwal Tudclud :
« Rhydderch Hael mab Tudwal Tudclud mab Cedig mab Dyfnwal Hen  ».
Il est réputé avoir régné sur « Ystradclud » le Royaume de Strathclyde à partir de sa capitale « Alclut » le moderne Rocher de Dumbarton.

## Règne
Rhydderch est généralement considéré comme le véritable vainqueur de la bataille d'Arfderydd en 573 selon les Annales Cambriae.
Avec Guallauc (i.e Gwallawg) descendant de Ceneu et Morcant, Rhydderch fait ensuite partie des forces coalisées par Urien de Reghed contre les Angles de Bernicie vers 590. Après le meurtre d'Urien par Morcant, Rhydderch reste le plus puissant des rois du Nord.
Selon la vie de saint Colomba, Rhydderch nommé « Roderc »  aurait consulté le saint pour savoir s'il mourrait des mains de ses ennemis. Colomba le rassure en lui prédisant qu'il mourra chez lui dans son lit.
Ce sont les seules informations émanant de sources anciennes. les Triades galloises évoquent son conflit avec Aedan de Dalriada qui pille sa cour d'Alcud.
Par ailleurs Rhydderch est aussi un des principaux personnages de la Vie de Kentigern de Glasgow texte hagiographique du XIIe siècle rédigé par Joceline moine de l'abbaye de Furness. Dans cet ouvrage, Rhydderch apparait comme le roi Rederech et il est considéré comme le protecteur et le bienfaiteur de saint Kentigern qu'il accueille à son retour dans le Nord de Saint-Asaph et à qui il permet d'établir l'évêché de Glasgow qui devient le centre religieux du royaume de Strathclyde.

## Union et postérité
La vie tardive de saint Kentigern évoque comme épouse de Rhydderch la reine Languoreth soupçonnée d'infidélité par son époux et qui est innocentée grâce à l'intercession du Saint.
Rhydderch semble être disparu sans héritier bien qu'un fils nommé Constantin lui soit attribué par Jocelyn de Furness. Constantin se serait retiré rapidement dans un monastère et le trône serait revenu à un descendant collatéral de la dynastie. La Triade galloise n°79 évoque sa fille Angharat Ton Velen c'est-à-dire « Tawny Wawe » comme l'une des « trois jeunes filles pleines de vie de l'Île de Bretagne ».